# 羽田アクセス線 (新横浜)
羽田アクセス線（はねだアクセスせん）は、1980年代から1990年代に神奈川県、横浜市、川崎市が計画していた、二俣川駅 - 新横浜駅 - 川崎駅 - 羽田空港間の空港連絡鉄道。

## 概要
二俣川駅・鶴ヶ峰駅で相鉄線、大倉山駅で東急東横線、川崎駅 - 羽田空港間で京急大師線との相互直通運転を想定するなど、壮大な計画であった。構想のみで終わったが、構想の一部は相鉄新横浜線、東急新横浜線（神奈川東部方面線）や京急大師線の連続立体交差事業へと形を変えて実現している。
「新横浜川崎羽田空港線」、「都心部機能強化線」とも呼ばれていた。

## 背景
羽田空港では1980年頃に沖合展開事業（拡張）が本格化した。当時、羽田空港へのアクセス路線は東京モノレールのみであったが、東京モノレールだけでは空港拡張に伴い増大する輸送需要を満たせないことから、新しい空港連絡鉄道の建設が議論されるようになっていた。これに対しては京浜急行が多摩川左岸の穴守線を延伸（京急空港線）することを表明していたが、多摩川右岸の神奈川県、横浜市、川崎市でも新横浜駅から川崎駅を経由して羽田空港へアクセスする新路線「羽田アクセス線」の建設計画が立てられた。計画の大きな利点として、東海道新幹線から羽田空港へのアクセスの向上、川崎市中心部から羽田空港へのアクセスの向上、川崎市中心部から東海道新幹線へのアクセスの向上、があった。反面、数千億円規模の莫大な建設費が必要であり、着工の目途が立たなかった。
1998年に京急空港線が羽田空港に乗り入れ、2003年に東海道新幹線には品川駅が開業した。さらに京急本線（品川駅・京急川崎駅）から空港線への直通列車も設定された。これらにより、京急本線・空港線によって東海道新幹線（品川駅）と川崎市中心部および羽田空港が直接結ばれ、東海道新幹線から羽田空港へのアクセスの向上、川崎市中心部から羽田空港へのアクセスの向上、川崎市中心部から東海道新幹線へのアクセスの向上はいずれも実現した。すなわち莫大な費用をかけて新横浜駅 - 川崎駅 - 羽田空港を結ぶ新路線を建設する必要性は無くなった。
一方で、本路線計画には相鉄線 - 新横浜駅 - 東急東横線（目黒線）を連絡して神奈川県の県央部と東京方面を直結する利点や、京急大師線の踏切を削減する利点もあった。これらの利点は相鉄新横浜線、東急新横浜線、京急大師線の連続立体化事業へと受け継がれている。

## 経緯

### 初期の構想
1981年12月、神奈川県知事、横浜市長、川崎市長が三首長懇談会において、構想発表を行った。当時の建設区間は新横浜駅 - 川崎駅 - 羽田空港であった。路線名も「新横浜川崎羽田空港線」と呼ばれることが多かった。
1982年から1983年の調査ではモノレールやAGT等の新交通システムでの建設が考えられていた。

### 相鉄線との相互直通運転構想
1982年2月、横浜市長が新線を相鉄線に接続する意向を表明した。この背景には、都市交通審議会答申第9号で位置づけられた、神奈川県南部・県央部から東京方面に直通する「6号線」構想があった。「6号線」は、相鉄いずみ野線がその一部として建設されたものの、東京方面への計画は立ち消え状態になっていた。横浜市は新線を相鉄線に接続することで、「6号線」構想の復活・再現を考えていたのである。
1983年2月に発表された「羽田アクセス素案」で相鉄線に接続することが決定。相鉄線との相互直通運転を視野に、鉄道規格で建設することになった。
後に実現する相鉄新横浜線は、建設費節減のため、新横浜駅に近い西谷駅で相鉄本線と接続している。しかし当時の構想では鶴ヶ峰駅または二俣川駅で接続することになっていた。これは横浜市が鶴ヶ峰・二俣川地区を都市計画上の地域拠点としているからである。

### 東急東横線との相互直通運転構想
構想発表時から、新線の予定ルートは東急東横線と交差していたが、モノレールや新交通システムでの建設が考えられていたので、東横線との直通運転は考えられていなかった。しかし相鉄線との直通を前提に鉄道規格で建設されることになると、東横線との直通運転も検討されるようになった。1983年8月に神奈川県自治総合研究センターが発表した「神奈川の交通体系の将来構想」では、東横線との直通運転が示されている。以後は、新横浜駅から東急東横線方面へ進む線と、川崎駅・羽田空港方面へ進む線が分岐して示されるようになった。
後に着工される東急新横浜線は、日吉駅で東急目黒線と直通している。しかし当時の構想は、大倉山駅で東急東横線と接続することになっていた。

### 運輸政策審議会への要望
1984年当時、運輸政策審議会では2000年に向けた東京圏の鉄道整備計画をまとめた答申を1985年に発表する準備をしていた。1984年6月、神奈川県、横浜市、川崎市は「羽田アクセス協議会」を設立し、運輸政策審議会に対して、羽田アクセス線建設を答申に盛り込むように要望した。
しかし羽田空港へのアクセス路線としては、京浜急行も穴守線の延伸（京急空港線）を申請していた。また京急とは、京急大師線と羽田アクセス線の川崎駅 - 羽田空港間のルートが重なるという課題もあった。運輸政策審議会は羽田アクセス協議会に対し、京急との調整が必要であると通達した。

### 運輸政策審議会答申第7号
1985年7月、運輸政策審議会は運輸政策審議会答申第7号を発表した。この答申において羽田アクセス線は、「二俣川から新横浜を経て大倉山・川崎方面へ至る路線」として、二俣川 - 鶴ヶ峰 - 上管田町 - 新横浜 - 大倉山、新横浜 - 下末吉 - 川崎が、2000年までに整備することが望ましいと位置づけられた。また、今後検討すべき路線として川崎 - 臨海部方面が位置づけられた。
一方で、京浜穴守線は羽田空港への延伸（京急空港線）が認められた。すなわち、羽田空港へのアクセス路線としては、京急空港線が当選したのに対し、神奈川県、横浜市、川崎市の提案する羽田アクセス線は、「臨海部方面への検討」という曖昧なかたちでしか認められなかった。
また、羽田アクセス線と関連して、東急東横線の大倉山 - 多摩川園間の複々線化、東急目蒲線の多摩川園 - 目黒間の改良、目黒においての東京６号線（都営三田線）、東京７号線（東京メトロ南北線）との相互直通運転も位置づけられた。すなわち、（相鉄線 - ）二俣川 - 新横浜 - 大倉山 - 多摩川園 - 目黒 - 都営三田線・東京メトロ南北線という直通ルートの可能性が示された。
7号答申以後、羽田アクセス線計画は、羽田空港へアクセスする意味合いが薄れ、神奈川県南部・県央部から東京方面に直通するルートとしての意味合いが強くなり、神奈川東部方面線と呼ばれることが多くなった。

### 京急大師線との相互直通運転構想
7号答申までは、川崎駅 - 羽田空港は新線を建設することになっていた。しかし、7号答申でこの区間の新線建設が認められなかったことから、以降は、京急大師線に乗り入れる方針に変更した。京急大師線は、終点である小島新田駅を除いてほぼ全区間が、連続立体交差事業の名目で地下式の新線に置き換えられることになった。特に川崎大師 - 京急川崎間は従来の地上線とは別ルートに移され、地下式の川崎駅を経由して神奈川東部方面線に直通する計画になっていた。
小島新田 - 羽田空港間の建設方法は具体化されなかったが大きく二つの案が考えられていた。一つは京急大師線を羽田空港まで延伸する案。もう一つは東海道貨物線に乗り入れて、多摩川を既設のトンネルでくぐり、天空橋駅付近に到達する案だった。東海道貨物線の旅客化については、羽田空港が所在する東京都の賛同も得ていた。

### 新横浜 - 川崎間ルートを巡る問題

#### 川崎市の新川崎地区新駅構想
1984年に新鶴見操車場が廃止されると、川崎市は跡地の新川崎地区にドーム球場を目玉とした大規模再開発計画を立てた。そして1986年9月、神奈川東部方面線を新川崎地区に建設する新駅を経由させると発表した。背景には、7号答申で認められなかった川崎縦貫高速鉄道の機能の一部を、神奈川東部方面線で代替させる狙いがあった。神奈川県と横浜市は難色を示したものの、1990年7月、新横浜駅 - 川崎駅間は、新川崎地区新駅を経由することで、神奈川県知事、横浜市長、川崎市長が合意した。

#### 横浜市の鶴見経由構想
一方、横浜市は神奈川東部方面線を鶴見駅を経由させる構想を持っていた。これは、新横浜から東に向かって京急本線の鶴見駅に達し、京急本線の鶴見 - 川崎間を線増し、京急川崎駅から京急大師線に乗り入れるという、いわば東急東横線・目黒線への接続の京急版とも呼ぶべきものだった。
横浜市の鶴見経由構想と川崎市の新川崎地区新駅構想は、両立が困難なものだった。しかし東急、相鉄、京急の民鉄三社の合意を得るためには、ルートの確定が必要だった。1993年12月、神奈川県知事、横浜市長、川崎市長は整備ルートについて基本的に合意したと発表した。新横浜駅 - 川崎駅間は、直線距離約8kmに対して、建設距離が約13.7kmと長いものになった。民鉄三社はこのルート案に合意しなかった。

### 羽沢地区での東海道貨物線への接続構想
1985年の7号答申では、二俣川・鶴ヶ峰 - 新横浜間は、東海道新幹線からかなり北側に離れた上菅田町を経由するとされていた。これは、相鉄線と国鉄（当時）横浜線にはさまれた地域では、神奈川東部方面線に横浜環状線（後の横浜環状鉄道）の役割を持たせていたからだった。しかし横浜市は、1993年12月に発表した「ゆめはま2010プラン基本計画」において、二俣川・鶴ヶ峰と横浜線中山駅間に横浜環状鉄道を新設するとし、神奈川東部方面線と横浜環状鉄道の役割を分離した。これにより、二俣川・鶴ヶ峰 - 新横浜間は東海道新幹線にほぼ沿う、羽沢地区を経由するルートに変更された。
羽沢地区には東海道貨物線の横浜羽沢駅があり、神奈川東部方面線を横浜羽沢駅で東海道貨物線に接続させる案は早くからあった（1983年8月発表の神奈川県自治総合研究センター「神奈川の交通体系の将来構想」）。横浜市と川崎市の意見の相違から新横浜 - 川崎間の計画が1994年以降停滞すると、横浜市側では、この東海道貨物線接続案が再浮上し、1997年には横浜市議会で議論された。1999年6月、横浜市は「新横浜都心整備基本構想」に、新横浜 - 川崎間を建設するとしつつも、東海道貨物線の横浜羽沢駅旅客化と、神奈川東部方面線の横浜羽沢駅設置を盛り込んだ。

### 神奈川東部方面線への正式改称
1998年4月、正式に「羽田アクセス協議会」が「神奈川東部方面線協議会」に改称した。運輸政策審議会が、2015年に向けた東京圏の鉄道整備計画を2000年に発表することが見込まれていることへの対応だった。1998年12月、神奈川県、横浜市、川崎市は神奈川東部方面線協議会として、二俣川 - 新横浜 - 大倉山および新横浜 - 川崎間の新線建設を、運輸政策審議会に要望した。

### 運輸政策審議会答申第18号
2000年1月、運輸政策審議会答申第18号にて神奈川東部方面線として二俣川 - 新横浜 - 大倉山間が、2015年までに開業することが適当な路線に位置づけられた。新横浜駅 - 川崎駅 - 臨海部方面は削除され、名実ともに「羽田アクセス線」ではなくなった。
新川崎地区新駅 - 川崎間の新設と京急大師線への相互直通運転は実質的に川崎縦貫高速鉄道に統合された。

## 年表
- 1981年12月22日 - 神奈川県知事、横浜市長、川崎市長が三首長懇談会において、新横浜 - 川崎 - 羽田空港の新交通体系建設に合意したと発表[1]。
- 1982年
  - 1月24日 - 神奈川県、横浜市、川崎市による共同研究会発足[14]。
  - 2月 - 横浜市長が、羽田アクセス線を相鉄線に接続する意向を発表[2]。
  - 4月 - 神奈川県、横浜市、川崎市が新横浜 - 羽田空港を結ぶ交通システムの共同研究開始[15]。「新横浜川崎羽田線」として、建設省からの助成を得て都市モノレール等調査を実施（1983年度まで）[16]。
  - 10月 - 日本モノレール協会が「'82都市モノレール・セミナー」で、試案「東京湾横断道路併用モノレール」を発表[17]。新横浜 - 川崎 - 羽田空港・木更津を結ぶ構想だったが新横浜 - 羽田空港のルートは、羽田アクセス線そのものであった。
- 1983年
  - 2月 - 神奈川県、横浜市、川崎市が羽田アクセス素案を発表。起点を鶴ヶ峰に変更[3]。
  - 8月 - 神奈川県自治総合研究センターが「神奈川の交通体系の将来構想」を発表。相鉄線 - 新横浜 - 川崎 - 羽田空港間の新線建設は困難であるとし、対案として相鉄線 - 横浜羽沢 - 新横浜 - 大倉山間、天空橋付近 - 羽田空港間の新線建設と、横浜羽沢 - 天空橋付近間の東海道貨物線旅客化を提案した[4]。ただしこの時は採用されなかった。
- 1984年6月1日 - 神奈川県、横浜市、川崎市が運輸政策審議会の答申に向けた共同要望のために「羽田アクセス協議会」を発足[5]。(共同研究会は6月12日解散。)
- 1985年
  - 7月 - 運輸政策審議会答申第7号にて、二俣川から新横浜を経て大倉山・川崎方面へ至る路線として、二俣川 - 鶴ヶ峰 - 上管田町 - 新横浜 - 大倉山、新横浜 - 下末吉 - 川崎が位置づけられた。また、検討路線として川崎 - 臨海部方面が位置づけられた。
  - 以後、羽田アクセス線が神奈川東部方面線と呼ばれ始める[18][6]。
  - 運輸政策審議会答申第7号の川崎 - 臨海部方面を根拠に、京急大師線を連続立体交差化し、神奈川東部方面線と相互直通運転する計画を川崎市が始める[19]。
- 1989年12月 - 財団法人運輸経済研究センターが「神奈川東部方面線調査報告書」を羽田アクセス協議会に提出[20]。
- 1990年
  - 7月 - 二俣川 - 新横浜 - 大倉山を1期事業区間、新横浜 - 川崎を2期事業区間、2期事業区間のうち新鶴見操車場跡地（新川崎地区） - 川崎を先行区間とすることで、神奈川県知事、横浜市長、川崎市長が合意[10]。
  - 8月 - 神奈川県、横浜市、川崎市が第三セクターを事業主体とすることで合意[21]。
  - 9月 - 京急大師線の連続立体交差事業が運輸省、建設省に認められる[22]。
- 1991年6月 - 神奈川県、横浜市、川崎市がル－ト・需要の調査と、第三セクター準備のための共同事務所を開設[23]。
- 1992年2月27日 - 神奈川県知事が、建設・運営主体として、神奈川県、横浜市、川崎市の３団体に民間を加えた第三セクターの設立を1993年度内に目指すと県議会で表明[24]。
- 1993年
  - 12月 - 神奈川県知事、横浜市長、川崎市長が整備ルートについて基本的に合意。建設費は、二俣川 - 大倉山間約12.3kmが約3300億円、新横浜 - 川崎、鶴見方面約13.7kmが約4500億円[12]。
  - 12月 - 横浜市が「ゆめはま2010プラン基本計画」を発表。神奈川東部方面線の区間を、二俣川 - 新横浜 - 大倉山、および新横浜 - 鶴見 - 川崎とした[11]。
- 1997年
  - 2月21日 - 二俣川 - 大倉山間で東海道貨物線の横浜羽沢駅に接続させ、新横浜 - 川崎間を中止する案が、横浜市議会で議論される[25]。ただしこの時は採用されなかった。
  - 3月 - 東急、相鉄、京急の民鉄３社が同意せず、神奈川県が建設・運営主体としての第三セクター設立を断念[26]。
- 1998年
  - 4月1日 - 羽田アクセス協議会が「神奈川東部方面線協議会」に名称変更[27]。
  - 4月 - 建設のみ第三セクターとし、運営は民間鉄道が行う方針に変更[28]。
- 1999年6月 - 横浜市が「新横浜都心整備基本構想」を発表。神奈川東部方面線の区間を、二俣川・鶴ヶ峰方面 - 新横浜 - 大倉山方面、および新横浜 - 川崎・鶴見方面とした。また、羽沢地区に東海道貨物線（新横浜貨物線）の旅客駅と、神奈川東部方面線の駅を設置するとした。[13]。
- 2000年1月27日 - 運輸政策審議会答申第18号において、神奈川東部方面線として二俣川 - 新横浜 - 大倉山間が位置づけられる。新横浜 - 川崎間は削除され、新川崎地区 - 川崎間の新設と京急大師線への相互直通運転は実質的に川崎縦貫高速鉄道に統合された。
- 2001年 - 「神奈川東部方面線協議会」から川崎市が離脱。神奈川県と横浜市による「神奈川東部方面線調整会議」に変更。
- 2002年2月19日 - 川崎市長が運輸政策審議会答申第18号に位置づけられなかった新横浜 - 川崎間の整備事業中止を市議会で表明[29]。